# Гурзуфская яйла
Гурзу́фская яйла́ (укр. Гурзуфська яйла, крымскотат. Gurzuf yaylası, Гурзуф яйласы; иногда упоминается также относительно редко используемое название Балаба́н-Кая́, крымскотат. Balaban Qaya, Балабан Къая) — горный массив (яйла), принадлежащий Главной гряде Крымских гор. Гурзуфская яйла является границей Гурзуфской котловины с севера и северо-запада. Её высшей точкой является вершина Демир-Капу (1540 м над уровнем моря).

## География
На западе Гурзуфская яйла соседствует с Ялтинской яйлой (границей между ними являются верховья ущелья Уч-Кош и перевал Уч-Кош-Богаз); на востоке, сильно сужаясь, она переходит в Гурзуфский хребет (крымскотат. Gurzuf sırtı, Гурзуф сырты), который, понижаясь к востоку, переходит в Бабуган-яйлу (границей между ними является перевал Гурзуфское Седло, 1348 м над уровнем моря). На юге Гурзуфская яйла отделяется Никитским перевалом (1448 м.) от Никитской яйлы. Площадь яйлы (вместе с относительно плоской поверхностью Гурзуфского хребта) составляет около 490 гектар.
Гурзуфская яйла представляет собой слабо всхолмленное нагорное плато. Она покрыта горными (альпийскими) лугами с обилием трав и цветов; древесная растительность в северо-западной части яйлы практически отсутствует; в южной и восточной её части представлена сосновыми редколесьями и одиночными лиственными деревьями, ещё более богатый древесный покров имеется на Гурзуфском хребте. Поверхность яйлы сложена известняками, поэтому здесь довольно распространены карстовые формы рельефа: небольшие воронки и провалы.
Вся яйла включена в состав Крымского природного заповедника, в связи с чем её посещение официально позволяется только после оформления разрешения в администрации заповедника. Тем не менее, яйла является популярным и довольно часто посещаемым туристическим объектом.

## Достопримечательности
По Гурзуфской яйле (в южной её части) и по северным склонам Гурзуфского хребта проходит так называемое Романовское шоссе, ведущее из Ялты в Алушту. У южной кромки яйлы на скалистом обрыве Шаган-Кая (искажённое крымскотат. Şain Qaya, Шаин Къая — «Соколиная скала») находится популярный туристический объект — Беседка Ветров, сооружённая в 1956 году и представляющая собой 6-метровую колоннаду под куполом; при остром зрении и ясной погоде Беседка хорошо видна с побережья.
Близ вершины Гурзуфского хребта (1434,6 м над уровнем моря) в начале 1980-х годов были обнаружены остатки древнего святилища (III в. до н. э. — III в. н. э.) и средневекового храма, просуществовавшего до XVI века. Археологические раскопки обнаружили множество монет, утвари, украшений и произведений искусства, небольшая часть которых в настоящее время экспонируется в ялтинском краеведческом музее.

## Галерея

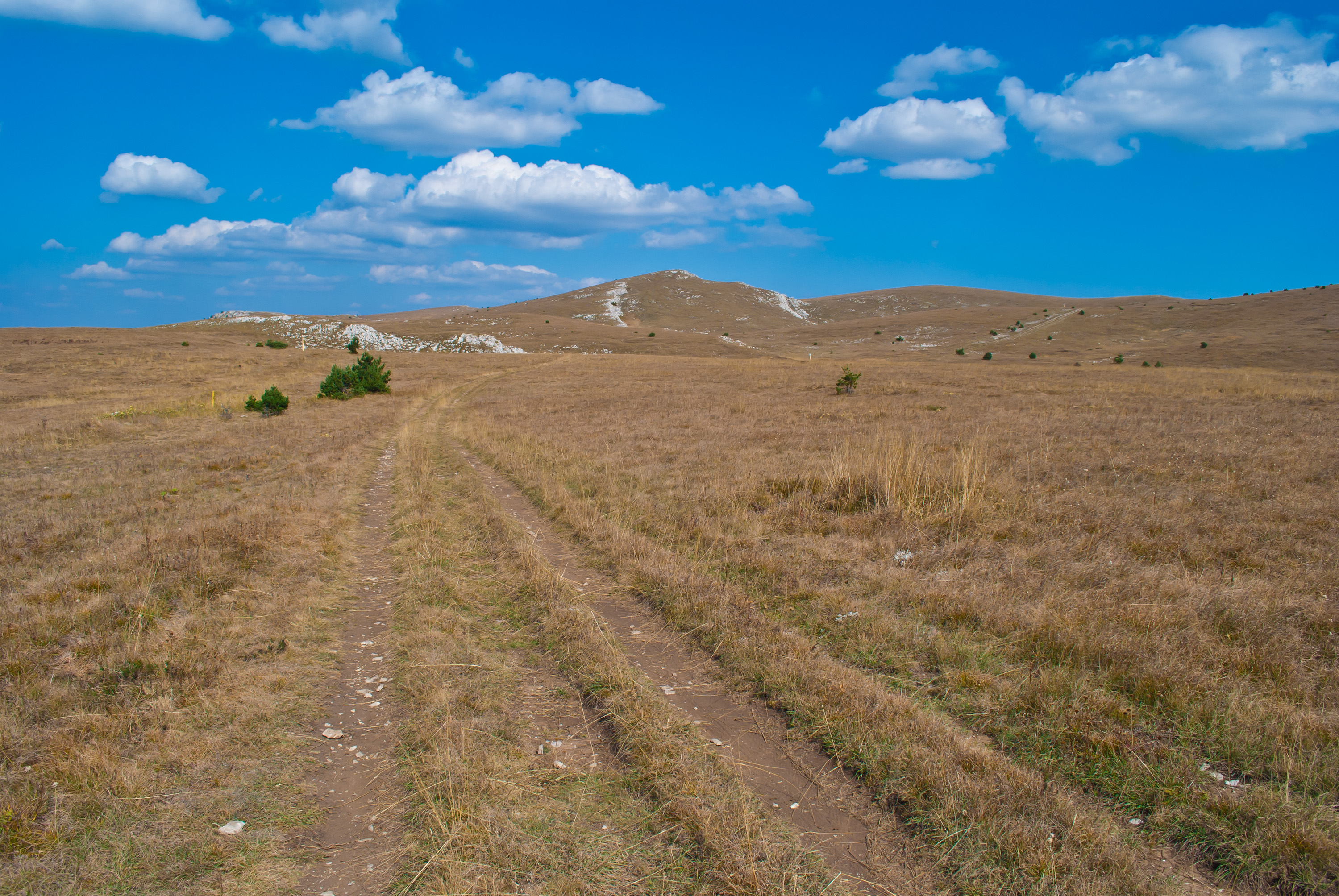
Вид на западную часть Гурзуфской яйлы (вершина в центре — Демир-Капу).
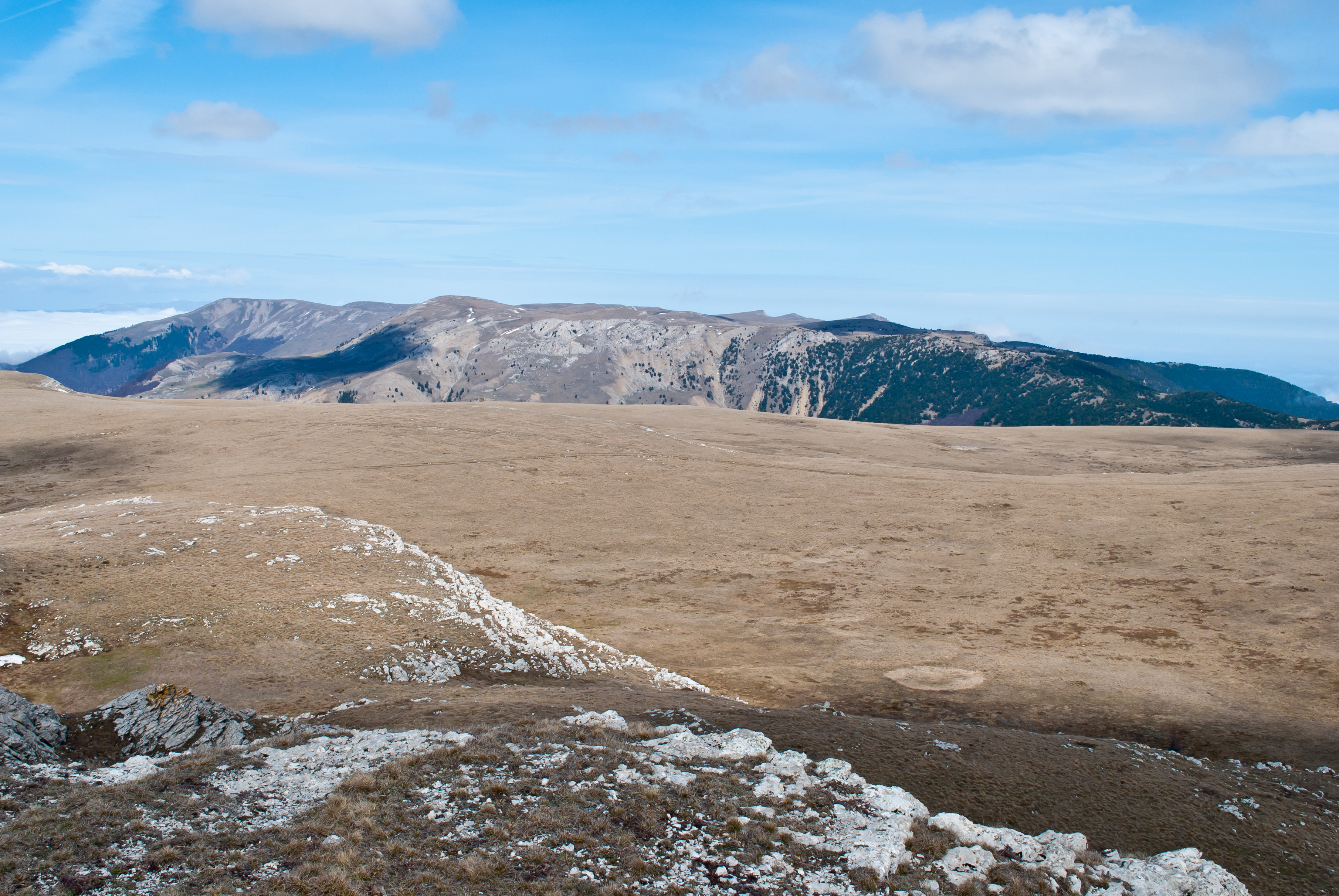
Вид на Бабуган-яйлу (вдали) с вершины Демир-Капу. На ближнем плане — северная часть Гурзуфской яйлы; в правой части снимка виден Гурзуфский хребет.
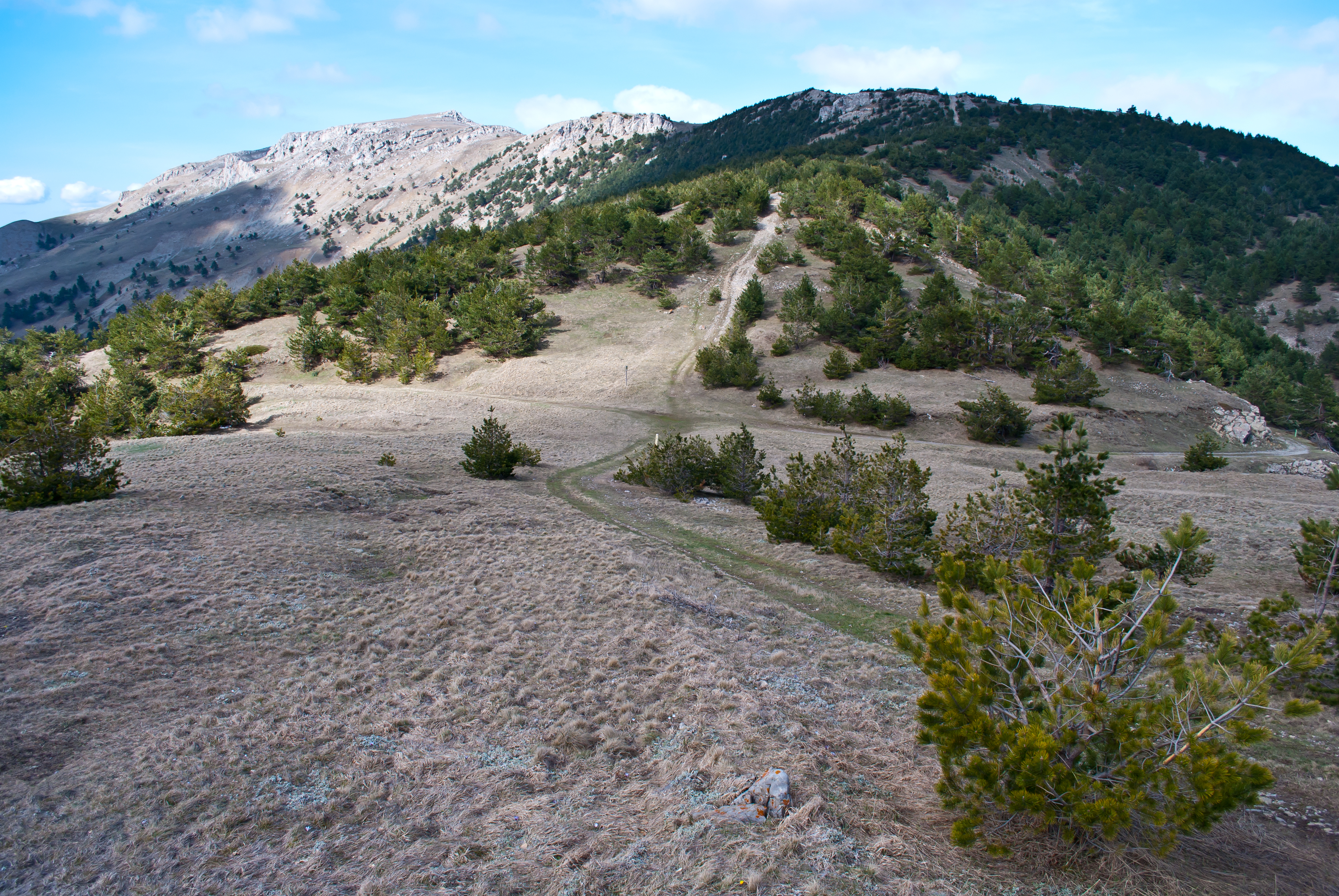
Перевал Гурзуфское Седло — восточная оконечность Гурзуфской яйлы.
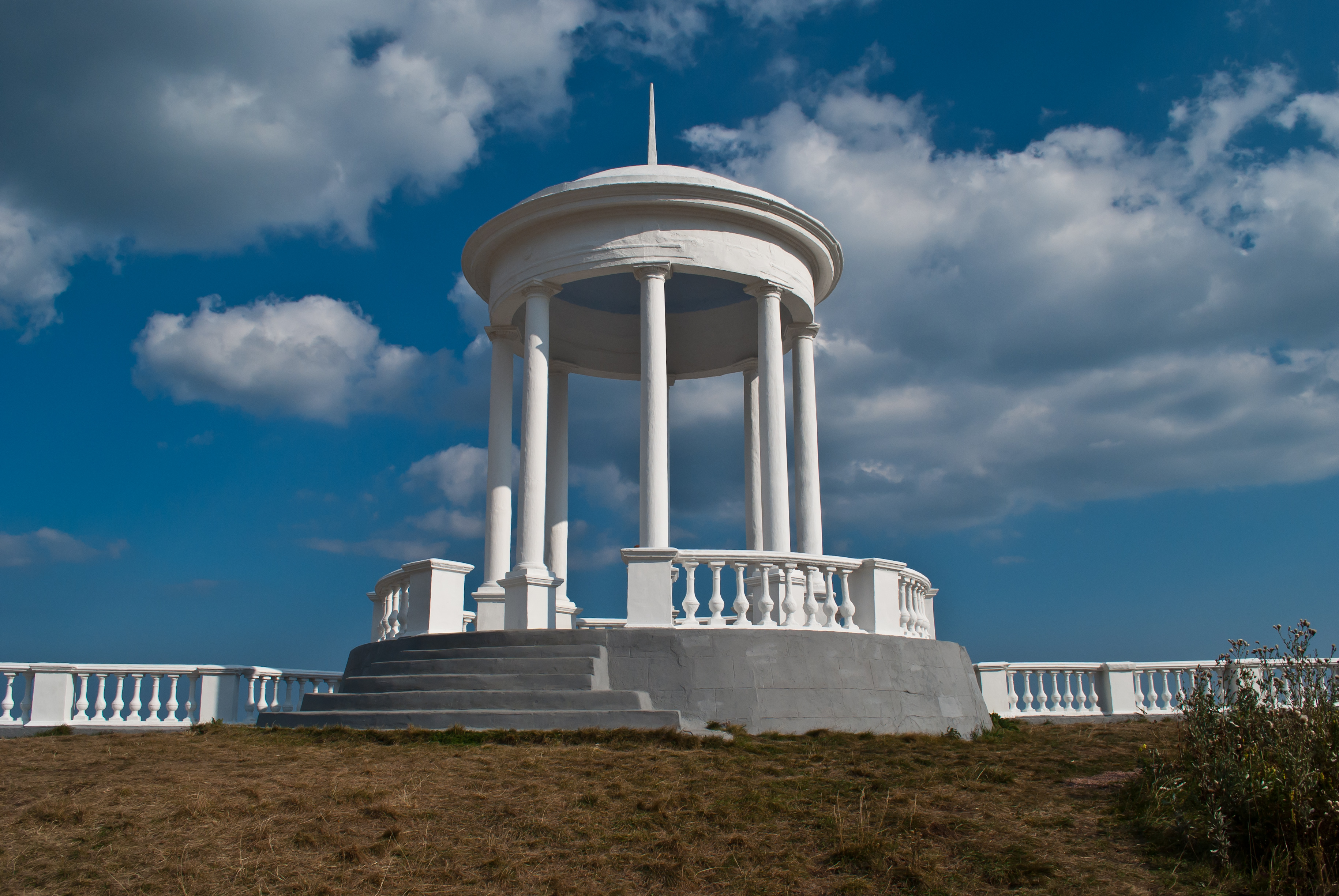
Беседка Ветров вблизи.